# 王子サーブ
王子サーブ（おうじサーブ）は、卓球のサーブの一種。

## 概要
大阪市阿倍野区王子町で八百屋を経営する作馬六郎が店の近くに自らが主催する王子卓球センターで、1971年の世界選手権優勝者ステラン・ベンクソンのしゃがみ込みサーブから着想を得て開発。球を約3mの高さに放り投げて、下へ屈伸しながらラケットを縦に振り下ろしてラケットの裏面で球を切り回転をかけるサーブである。強い回転がかかりスピードが速く、ラケットの角度を変えやすく同じフォームから様々な回転が出せるため習得すれば試合で有効に使える技である。
サービスの名前は作馬ではなくそのサービスの威力に感嘆した試合相手の監督が命名した。
現在、主な使い手として丁寧、福岡春菜や松平健太、その妹の松平志穂などが挙げられる。中でも福岡は16種類もの王子サーブを使い分けることが出来る。福原愛もかつて愛用し、一時期、「王子サーブ」が彼女の代名詞的な存在であったが、現在ではほとんど使っていない。
2017年7月21日に卓球王国の制作、販売で「作馬六郎の王子卓球」が発売された。このDVDでは王子サーブのポイントや練習法などが示されている。